# FKB – Die liechtensteinische Gesundheitskasse
Die FKB – Die liechtensteinische Gesundheitskasse ist eine der drei anerkannten Krankenkassen im Fürstentum Liechtenstein, sowie die einzige dieser Krankenkassen, die nicht nur eine Niederlassung einer Schweizer Krankenversicherung ist.
Die FKB ist Mitglied in dem Liechtensteinischen Krankenkassenverband (LKV).

## Leistungen
Die FKB bietet neben der gesetzlichen Grundversicherung (Obligatorische Krankengeldversicherung OKG) freiwillige Zusatzversicherungen und Lohnausfallversicherungen an.

## Geschichte
Der Ursprung der FKB reicht bis in das Jahr 1925 zurück, als die «Balzner Krankenkasse» als private Initiative gegründet wurde. Im Laufe der Zeit entwickelte sie sich von einem Krankenunterstützungsverein für Männer zu einer für alle in Balzers wohnenden Personen offenstehenden Kasse sowie schliesslich zu einer landesweit operierenden Krankenkasse mit vollem Leistungsangebot. Aus der «Balzner Krankenkasse» wurde damit die «Freiwillige Krankenkasse Balzers».
Nach der Einführung eines neuen Krankenversicherungsgesetzes am 1. April 2000 kam es zu einem Rückzug verschiedene Schweizer Kassen, die vorher in Liechtenstein tätig gewesen waren. Diese Reduktion der Mitbewerber führte zu einer Steigerung der Mitgliederzahl der Freiwillige Krankenkasse Balzers. 2002 beschloss die Regierung des Fürstentums Liechtenstein die Fusion der Freiwilligen Krankenkasse Balzers mit der angeschlagenen und von Insolvenz bedrohten Liechtensteinischen Krankenkasse (LKK). Die Fusion wurde am 1. Januar 2003 umgesetzt. Die Freiwillige Krankenkasse Balzers übernahm den gesamten Versicherungsbestand der LKK, was zu einer Steigerung der Versichertenzahl von 1500 auf 8000 führte.
Mitte 2008 änderte die Freiwillige Krankenkasse Balzers ihren Namen in «FKB – Die liechtensteinische Gesundheitskasse» um.